# Prefectura de Akita

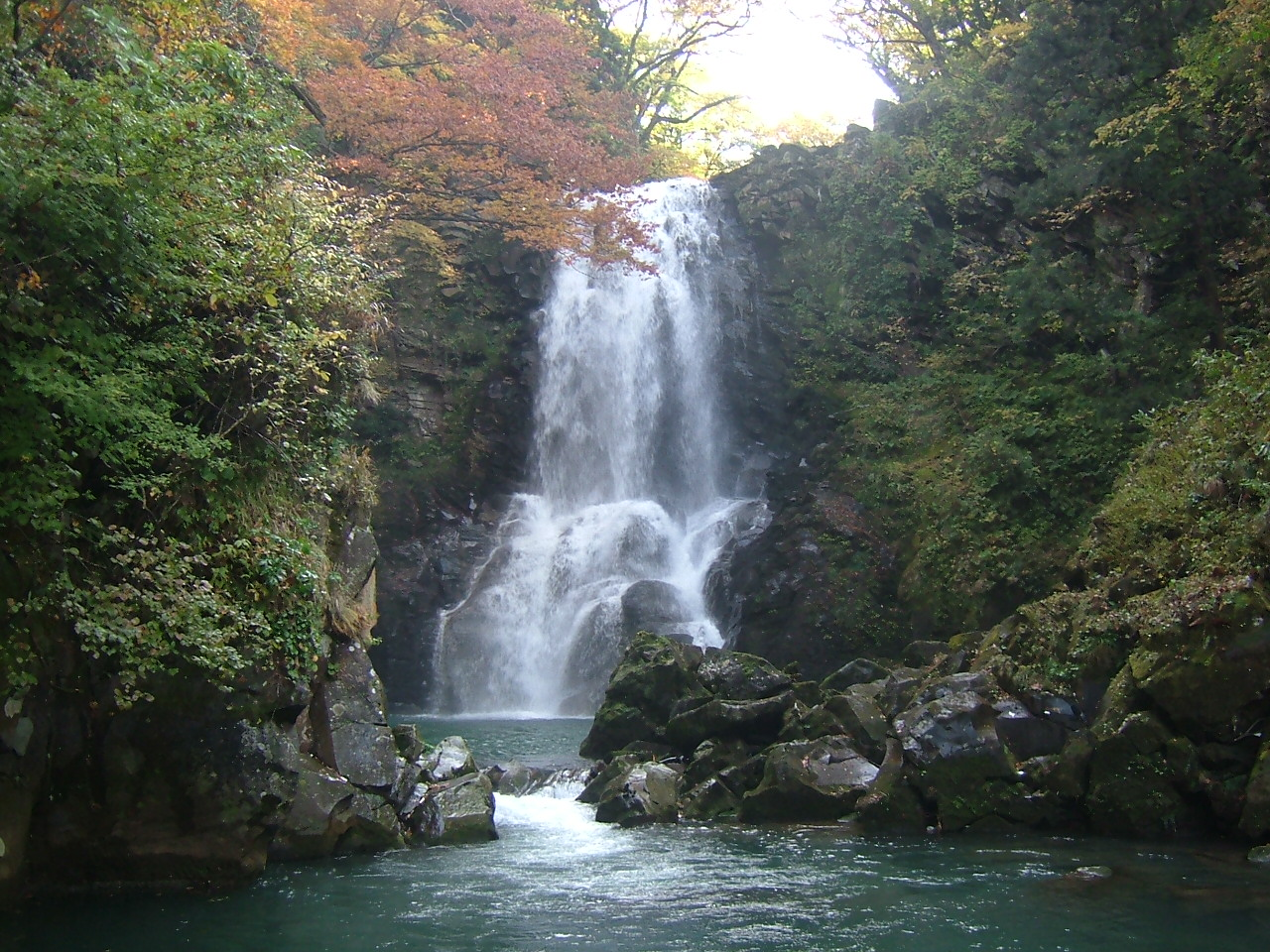

La prefectura de Akita (秋田県 Akita-ken?) está localizada en la región de Tōhoku en el norte de Japón. Su población se estima en 915.691 (al 1 de agosto de 2023) y su área geográfica es de 11.637 km 2 (4.493 millas cuadradas ). La prefectura de Akita limita con la prefectura de Aomori al norte, la prefectura de Iwate al este, la prefectura de Miyagi al sureste y la prefectura de Yamagata al sur. 
Akita es la capital y ciudad más grande de la prefectura de Akita. Otras ciudades importantes incluyen: Yokote, Daisen y Yurihonjō. La prefectura de Akita está situada en la costa del mar del Japón y se extiende al este hasta las montañas Ōu, la cadena montañosa más larga de Japón, en la frontera con la prefectura de Iwate. La prefectura de Akita formó la mitad septentrional de la histórica provincia de Dewa con la prefectura de Yamagata.

## Historia
El área de Akita fue creado en lo que era antes las provincias de Dewa y Mutsu.
Akita permaneció por un periodo de 600 años apartada de la sociedad japonesa debido a que estaba muy apartada de los centros de comercio, política y población por unos cientos de kilómetros. Akita fue una región principalmente de cazadores y tribus nómadas.
El primer registro histórico de lo que es hoy Akita data del año 658, cuando los Abe conquistaron las tribus nativas Ezo en lo que es ahora las ciudades de Akita y Noshiro. Hirafu, siendo luego gobernador de la provincia Koshi (en la parte noroccidental de Honshū que bordea el mar del Japón), estableció un fuerte en el río Mogami, que luego terminó siendo el establecimiento japonés de esa región.
En el año 733, un establecimiento nuevo (luego renombrado como el Castillo de Akita) fue construido en lo que es ahora la ciudad de Akita en Takashimizu, que luego fueron desarrollando rutas permanentes y otras estructuras. Esta región fue usada como base de operaciones del imperio Japonés que movilizó los nativos Ezo de la parte septentrional de Honshū.
Esta provincia fue adueñada varias veces. Durante el shogunato Tokugawa fue adueñada por el clan Satake, que se mantuvo por 260 años, desarrollando agricultura e industrias mineras que sigue predominantes hoy en día. Durante este periodo, fue clasificado como parte de la provincia Dewa. En 1871, durante el restablecimiento Meiji, la provincia Dewa fue remodelada y los viejos dominios damiyō fueron demolidos y reconstruidos administrativamente, resultante las fronteras presentes de Akita.
Se dice que la famosa poetisa waka del periodo Heian, Ono no Komachi, nació en la ciudad Yuzawa en el pueblo de Ogachi ubicado en la parte suroriental de esta prefectura.

## Geografía

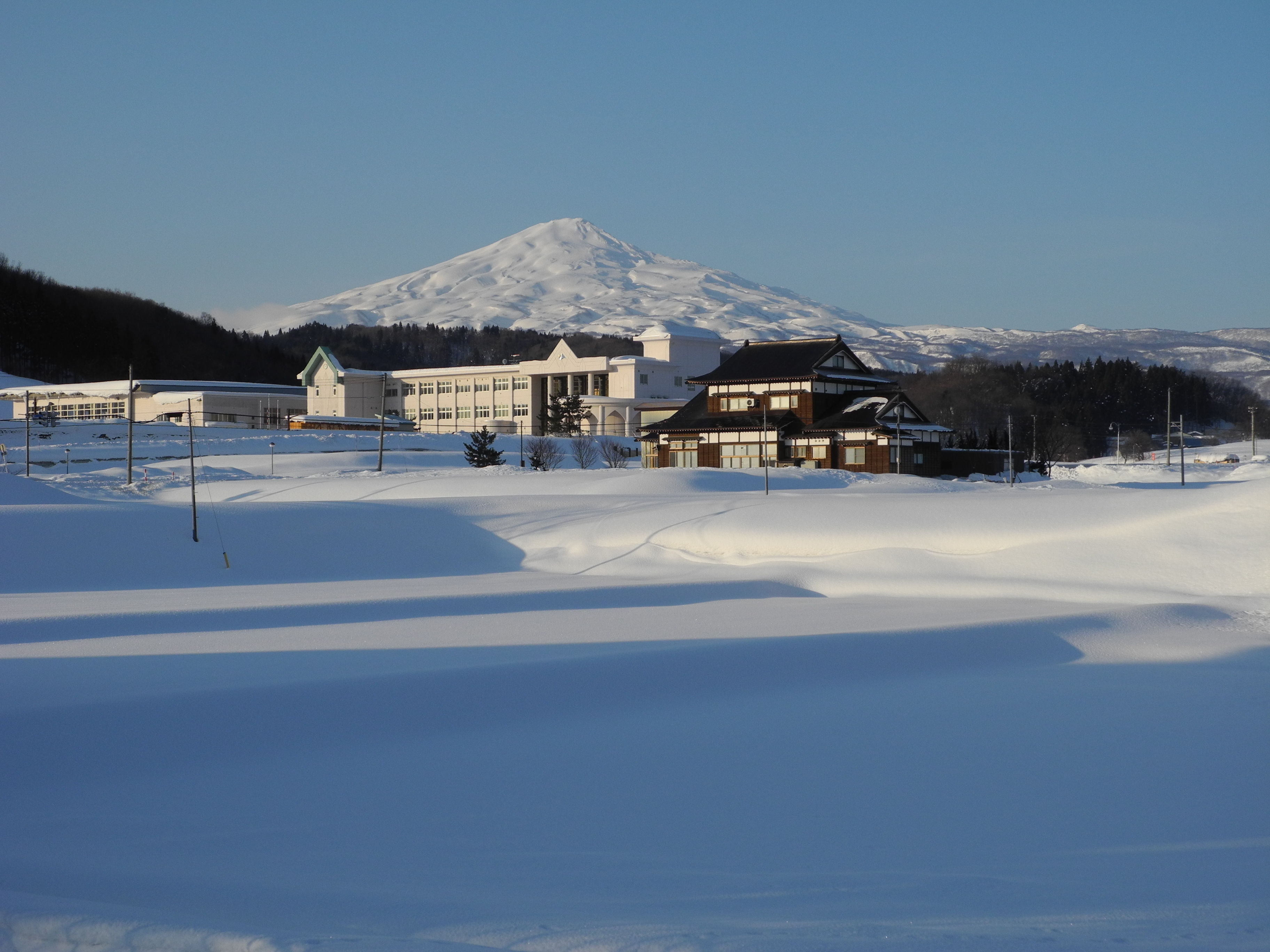
Akita durante el invierno.

Localizado en el norte de Honshu, la prefectura Akita da cara al mar del Japón en el oeste y tiene fronteras con otras cuatro prefecturas: Aomori en el norte, Iwate en el este, Miyagi en el sureste y Yamagata ubicada al sur.
La prefectura de Akita tiene una forma rectangular con 181 km de norte a sur y 111 km de poniente a levante. Las montañas Ōu marcan la frontera oriental de la prefectura, y las altas montañas de Dewa recorren paralelamente a través del centro de la prefectura. Muy parecido al norte de Japón, esta prefectura presenta climas bajos con inviernos muy fríos, especialmente en la parte más alejada del mar.

### Ciudades
- Akita (capital)
- Daisen
- Katagami
- Kazuno
- Kitaakita
- Nikaho
- Noshiro
- Oga
- Ōdate
- Senboku
- Yokote
- Yurihonjō
- Yuzawa

### Pueblos y villas
Estos son los pueblos y aldeas de cada distrito:
- Distrito de Kazuno
  - Kosaka
- Distrito de Kitaakita
  - Kamikoani
- Distrito de Minamiakita
  - Gojōme
  - Hachirōgata
  - Ikawa
  - Ōgata
- Distrito de Ogachi
  - Higashinaruse
  - Ugo
- Distrito de Senboku
  - Misato
- Distrito de Yamamoto
  - Fujisato
  - Happō
  - Mitane

## Economía
Muy similar a la región de Tōhoku, la economía de Akita sigue siendo dominada por industrias tradicionales tales como la agricultura, pescadería y ciencias forestales. Esto ha hecho que los pobladores jóvenes migren a ciudades como Tokio u otras ciudades más desarrolladas. La prefectura de Akita ese donde hay la mayor disminución de población en todo Japón; es una de las cuatro prefecturas en Japón que registros disminución de población desde 1945. También tiene el menor número de niños con respecto a la población con un porcentaje de tan solo 11,2%. En 2010, su población solo creció a un poco más de 1 millón de habitantes.

## Demografía
Población total: 1.132.692
Población total masculina: 533.886
Población total femenina: 598.806

## Turismo
En las inmediaciones del lago Tazawa, hay un gran número de hoteles y complejos turísticos en general (osen) muy famosos en todo Japón. Además, su gran número de festivales (matsuri) ofrece un ambiente rural y tradicional japonés. Algunos ejemplos de estos festivales son los fuegos artificiale Omagari, el festival de Namahage y los festivales Yokote Kamakura. Se dice que Akita tiene muchos números de las mujeres hermosas, también conocido como Akita-Bijin(秋田美人). Dicen que es como resultado de la luz poca del sol, por eso el color de la piel permanece blanco. Además, los ciudadanos de Akita son descritos como gente muy silenciosa, paciente y tímida.

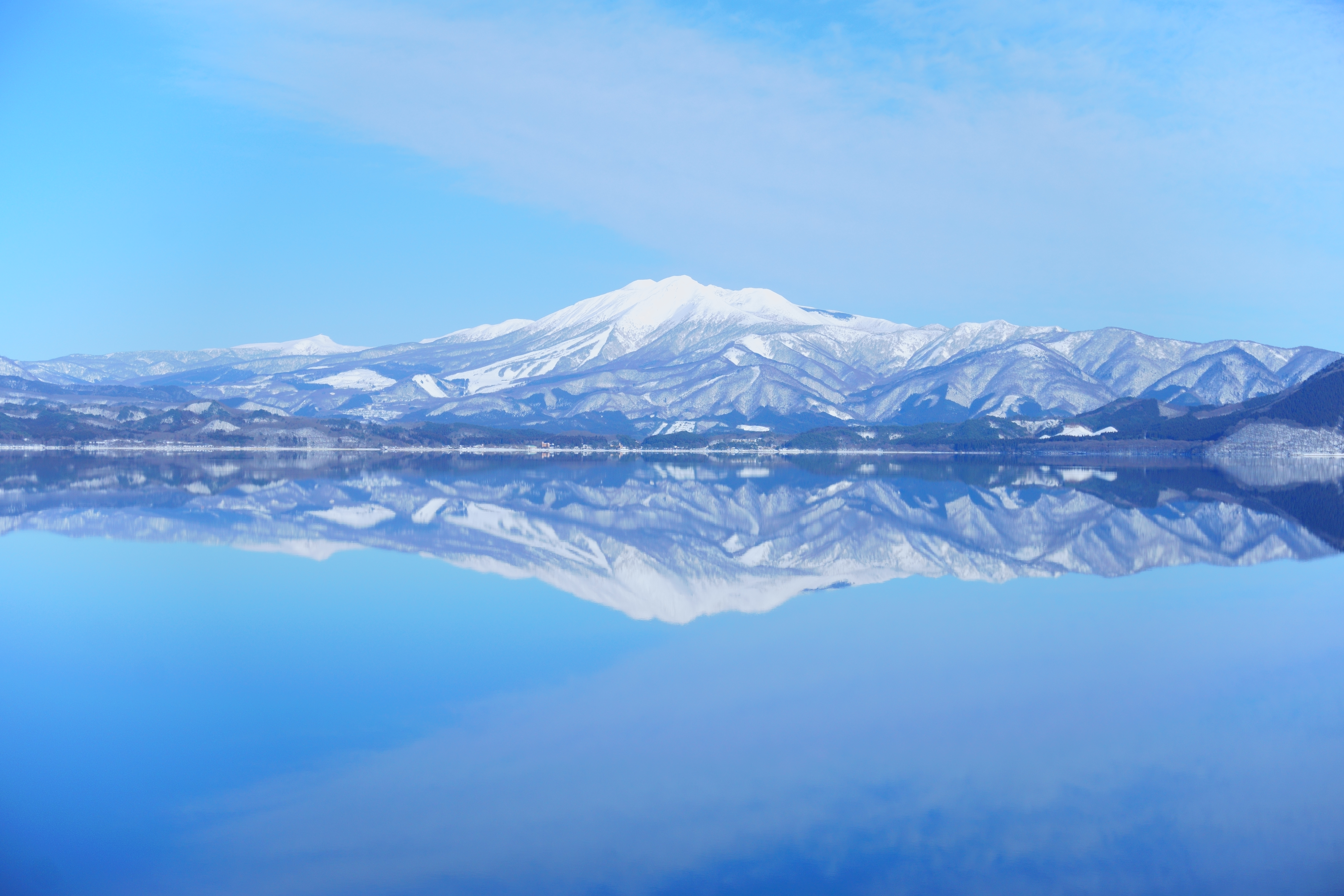
Lago Tazawa

Kakunodate es particularmente un pueblo encantador, conocido como la pequeña Kioto, que está repleto de casas que pertenecieron a samuráis. La casa Aoyagi es la antigua casa de Odano Naotake, el hombre que ilustró la primera guía para la anatomía humana en todo Japón.
A comienzos de 2009, Akita empezó a experimentar una fuerte oleada de turismo Coreano luego de que el famoso drama Iris, mostró varias escenas de Akita, con más enfoque en lago Tazawa y el acuario GAO de Oga.

### Platos típicos
- Kiritanpo Nabe
- Gakko
- Arroz – Akita komachi
- Sake

## Medios de transporte

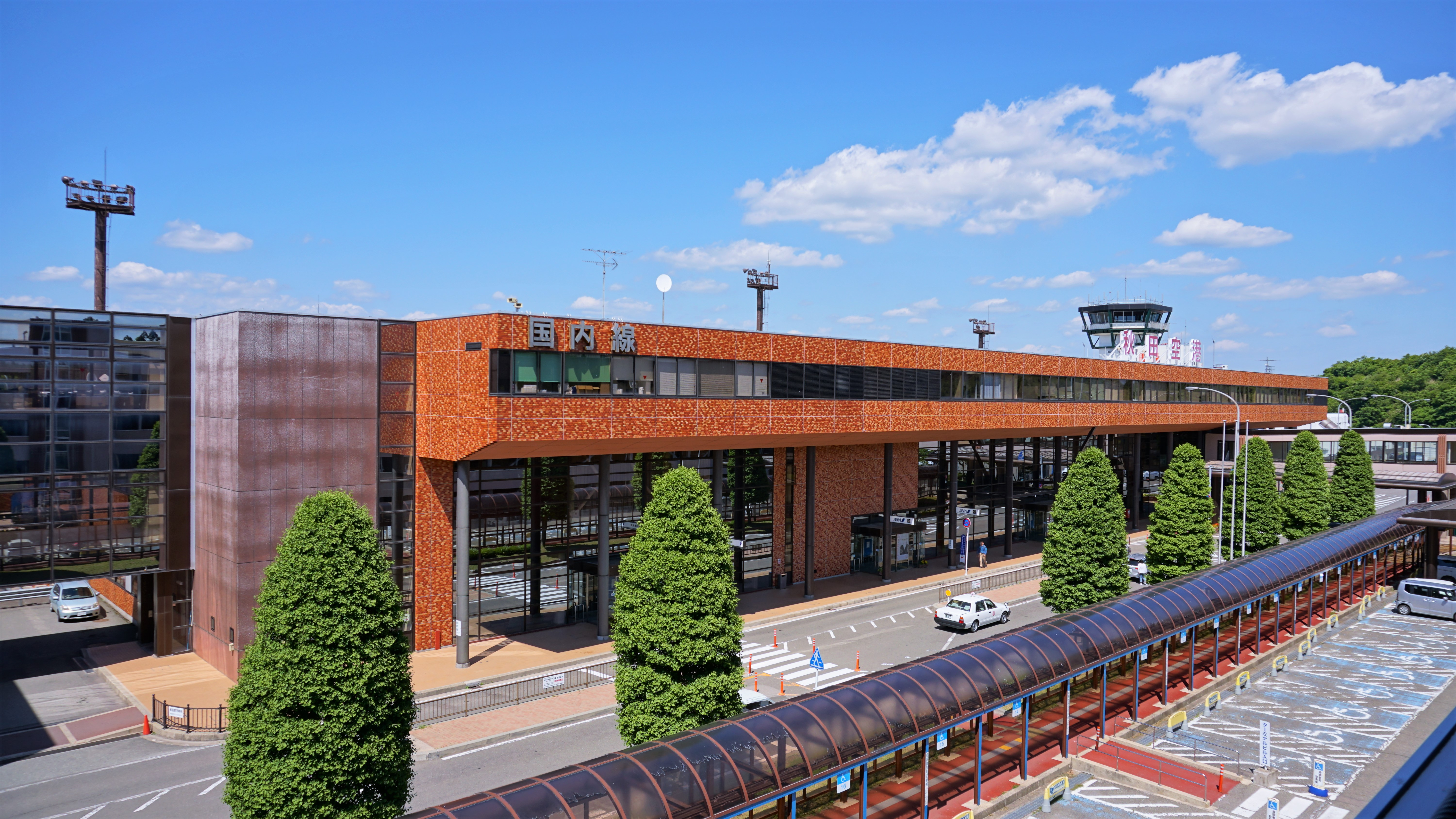
Aeropuerto de Akita

### Aeropuerto
- Aeropuerto de Akita
- Aeropuerto Odate-Noshiro

## Medios de comunicación

### Televisión
- Akita Broadcasting System (ABS)
- Akita Television (AKT)
- Akita Asahi Broadcasting (AAB)

## Miscelánea
Esta prefectura es famosa en todo el mundo gracias a que el abuelo de Shinnosuke Nohara (protagonista del manga Shin Chan) vive allí.
Asimismo, la zona de Akita fue conocida a nivel internacional por las apariciones que la monja Agnes Sasagawa afirmó que se dieron de la Bienaventurada Virgen María y que se conocieron como las apariciones de Nuestra Señora de Akita.

## Educación

### Universidades en la prefectura de Akita
- Universidad de Akita

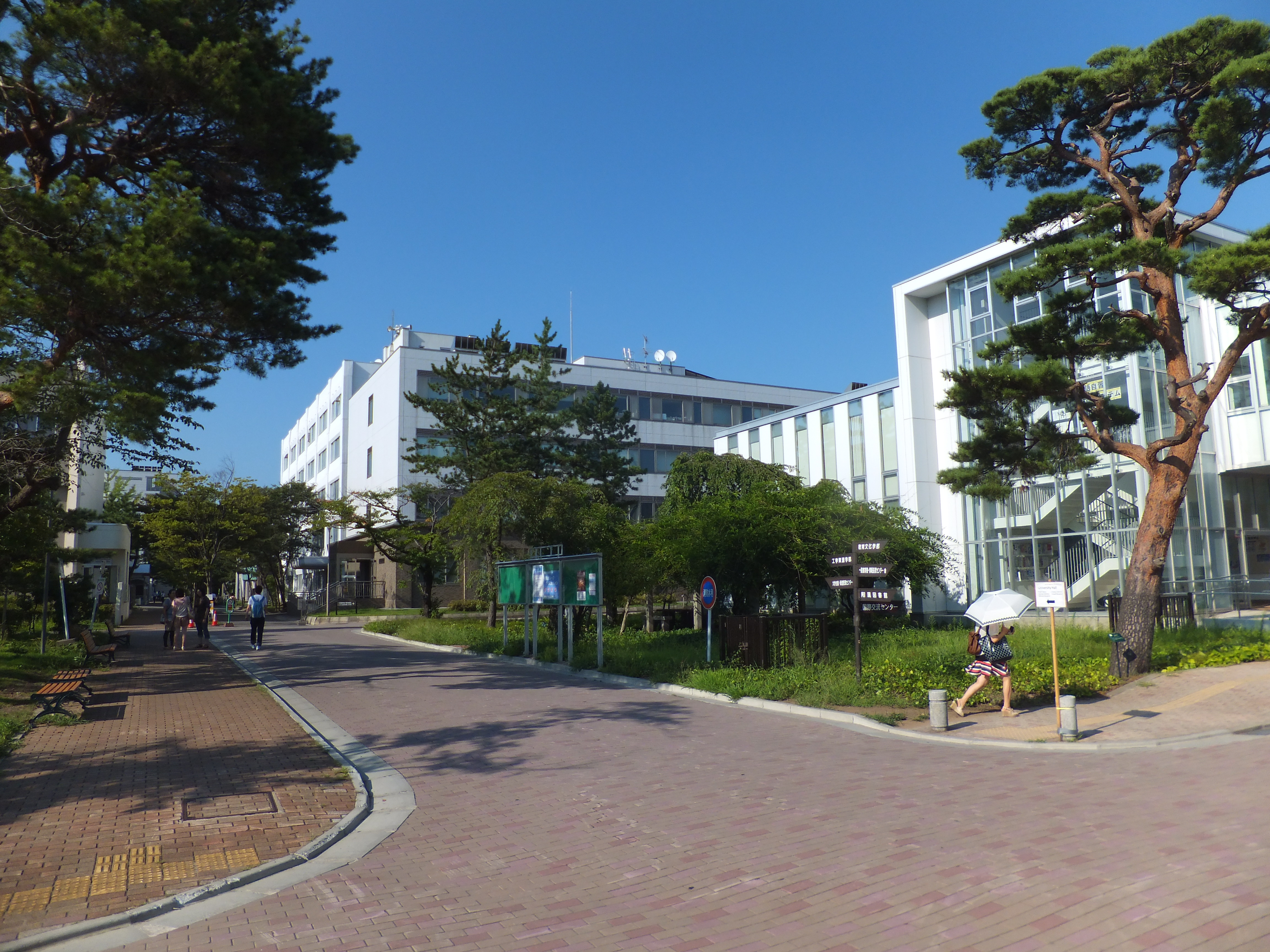
Universidad de Akita

- Universidad de enfermería y de asistencia social de Akita
- Universidad prefectural de Akita
- Universidad Internacional de Akita
- Universidad Asia del Norte